# 地球ゴージャスな夜
『地球ゴージャスな夜』（ちきゅうゴージャスなよる）は、日本テレビとよみうりテレビで2006年4月から5月まで全5回が放送されたテレビドラマ。出演者の岸谷五朗と寺脇康文による企画ユニット「地球ゴージャス」がプロデュースする舞台『HUMANITY THE MUSICAL -モモタロウと愉快な仲間たち-』の宣伝を兼ねていた。
番組はアドリブを含むドラマで構成され、随所に『HUMANITY THE MUSICAL』の宣伝映像が挿入される。

## 放送時間
- 日本テレビ：2006年4月5日 - 5月3日 毎週木曜日1:29 - 1:44（水曜日深夜）
- よみうりテレビ：2006年4月14日 - 5月12日 毎週金曜日深夜

## 出演者
松田高校（架空の学校）の卒業生という設定。
- 将人（岸谷五朗）
- 治（寺脇康文）
- 達也（唐沢寿明）
  - 上記の3人とも現在42歳独身。東京都内のマンションで同居生活を送っている。
- さやか（戸田恵子）
  - 45歳。将人たちと過去に何かあったらしい。
- 夏樹（高橋由美子）
  - 35歳。しばしば将人たちの家に遊びに行く。

## スタッフ
スタッフロールでは「企画ユニット地球ゴージャス制作委員会」と表記される。
- 原案：岸谷五朗
- 構成：舘川範雄
- 技術：スウィッシュ・ジャパン
- 照明：プログレッソ
- EED、MA：オムニバス・ジャパン
- 音効：松田創
- 美術：小野寺一幸
- AP（アシスタントプロデューサー）：菊地順子
- ディレクター：森健宣
- 演出：水口智就
- 演出・プロデューサー：中村元気
- CP（チーフプロデューサー）：林隆一郎
- 企画協力：アミューズ
- 制作協力：日テレアート、極東電視台
- 製作・著作：日本テレビ
- エンディング：
  - 寺脇康文「哀愁でいと」（第1話）
  - 高橋由美子「氷雨」（第2話）
  - 唐沢寿明「宇宙戦艦ヤマト」（第3話）
  - 戸田恵子「そっとおやすみ」（第4話）
  - 岸谷五朗「アンダルシアに憧れて」（第5話）